# Bitwa pod Storkyro

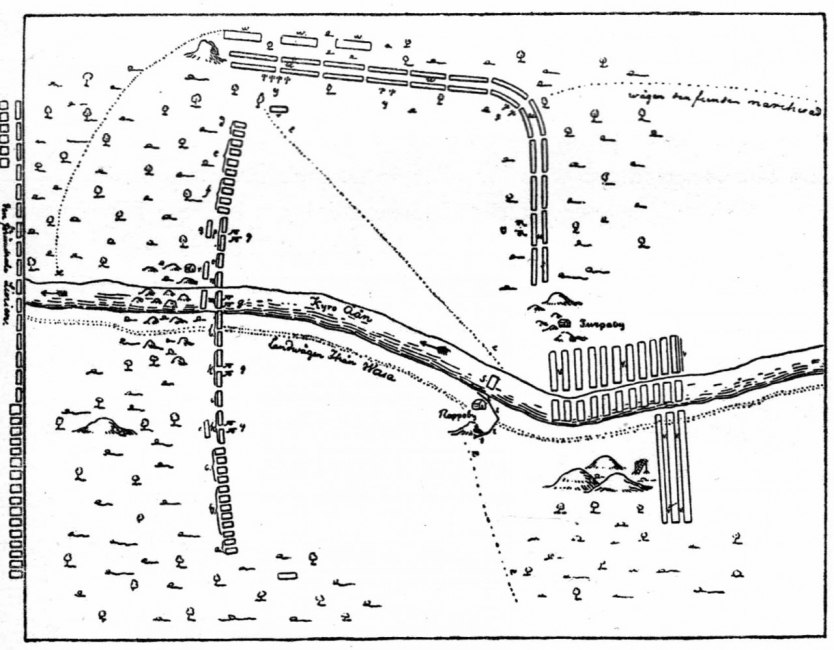
Schemat bitwy - własnoręczny rysunek generała Armfeldta

Bitwa pod Storkyro – starcie zbrojne, które miało miejsce 19 lutego?/2 marca 1714 roku podczas III wojny północnej.
W bitwie stoczonej w okolicach Lapua i Isokyro na terenie Finlandii armia rosyjska (9 tys. żołnierzy) dowodzona przez Michała Golicyna zdecydowanie pobiła armię szwedzką (4,5 tys. żołnierzy) dowodzoną przez Carla Gustafa Armfeldta. Rosjanie stracili 1,8 - 2 tys. zabitych i rannych, Szwedzi natomiast – 1,6 tys. zabitych oraz 900 rannych.
Po tej bitwie Finlandia już do końca wojny pozostawała pod rosyjską okupacją, a ten niezwykle ciężki okres w historii kraju zwany jest czasami „Wielkiego Gniewu” (szw. Stora ofreden, fiń. Iso viha).